# Olcay Çakır
Olcay Çakır, née le 13 juillet 1993 à Konak (İzmir), est une joueuse turque de basket-ball.

## Carrière
Joueuse du Fenerbahçe SK de 2010 à 2016, Olcay Çakır joue ensuite au Yakın Doğu Üniversitesi SK.
Elle remporte avec la sélection nationale des moins de 20 ans la médaille de bronze du Championnat d'Europe de basket-ball féminin des 20 ans et moins 2012 et du Championnat d'Europe de basket-ball féminin des 20 ans et moins 2013.
Elle évolue aussi en équipe de Turquie de basket-ball féminin, participant au Championnat d'Europe de basket-ball féminin 2015 (5e), aux Jeux olympiques d'été de 2016 (6e) et au Championnat d'Europe de basket-ball féminin 2017 (5e).